# Форсирование Десны
Форсирование Десны (швед. Slaget vid Desna) — переправа шведских войск Карла XII через реку Десна (приток Днепра), совершённая с 11 по 13 ноября 1708 года, во время его похода в Россию.

## Предыстория
27 октября 1708 года русский царь Пётр Первый узнал о переходе гетмана Ивана Мазепы на сторону Швеции, после чего обратился с манифестом к жителям Украины, заявив, что Мазепа намеревается в случае победы шведов добиться возвращения украинских земель в лоно Польши. 30 октября Пётр принял решение найти и взять Батурин — резиденцию Мазепы, где находились большие запасы продовольствия и боеприпасов. Из Погребков в сторону Батурина направился отряд Меншикова.

## Ход переправы
Карл XII, узнав о переходе Мазепы на сторону шведов, принял решение форсировать Десну и попытаться задержать русские войска, шедшие к Батурину. В качестве пункта переправы был выбран участок реки у села Мезин, находившийся на расстоянии одного перехода от главных сил русской армии. Однако в этом месте река была широкой, с быстрым течением и высокими берегами, а после первых морозов появились множество плавучих льдин, создававших шведам массу проблем.
11 ноября шведы начали возводить понтонный мост для перехода через реку, однако с ними вступили в бой части под командованием Людвига Николая Алларта. 12 ноября по предложению Берндта Отто Штакельберга 600 человек совершили переправу на плотах на другой берег выше по течению, введя русских в заблуждение относительно места переправы, а вскоре нанесли удар прямо по центру русских позиций. Несмотря на отчаянное сопротивление солдат под командованием Александра Гордона, к вечеру шведы завершили переправу.

## Результаты
13 ноября русские войска отступили. С малыми потерями шведы форсировали весьма серьёзную преграду, русские же с серьёзными потерями отступили к Глухову. Современники сравнивали эту переправу шведских войск с переправой через реку Граник, совершённую Александром Македонским. Тем не менее к тому моменту, как шведские войска завершили переправу, русские уже успели взять Батурин.